# Hisako Koyama
Hisako Koyama (Tokyo, 1916 – 1997) è stata un'astronoma amatoriale giapponese, le sue osservazioni e i suoi disegni delle macchie solari diedero un contributo essenziale alla loro comprensione..

## Biografia
Hisako Koyama fu una donna estremamente tenace e metodica. Nata a Tokyo nel 1916, si diploma nel 1930. Impressionata dalla bellezza delle stelle cadenti inizia a interessarsi al fenomeno fin da giovane. Durante i raid aerei su Tokyo della Seconda Guerra Mondiale, e i relativi oscuramenti, approfitta per osservare il cielo. Nel 1944 il padre le offre un telescopio e da quel momento inizia, non solo a osservare le macchie solari, ma anche a disegnarle. Fin dall'inizio invia i suoi disegni all'Oriental Astronomical Association, dove Issei Yamamoto la incoraggia a continuare.
Rimasta vedova, inizia a lavorare per il Museo nazionale della natura e delle scienze nel 1946. Il suo incarico è quello di continuare le sue osservazioni, due volte al giorno per 150 giorni all'anno. Queste osservazioni continueranno anche dopo il suo pensionamento avvenuto nel 1981, protraendosi fino al 1996. Il suo lavoro sistematico produrrà più di 10.000 disegni e l'identificazione di 8.000 gruppi di macchie solari.
Nel 2014 un gruppo internazionale di scienziati ha cercato di ricostruire il numero di macchie solari osservate ogni anno da quando gli studiosi hanno iniziato a farlo nel 1610. Per la ricerca sono stati utilizzati i lavori di cinque ricercatori: Galileo Galilei, Pierre Gassendi, Hisako Koyama, Johann Caspar Staudacher, Heinrich Schwabe e Rudolf Wolf.
Collaborò con la VSOLJ con la sigla Kyh .

## Premi e riconoscimenti
- Nel 1986 riceve il Premio d'incoraggiamento alla ricerca dell'Oriental Astronomical Association.[6]
- Nel 1951 le dedicano l'asteroide 3383 Koyama.[7]